# مرکز تحقیقات و تولید سوخت اصفهان
مرکز تحقیقات و تولید سوخت اصفهان روستایی در دهستان جی بخش مرکزی شهرستان اصفهان استان اصفهان ایران است.

## جمعیت
بر پایه سرشماری عمومی نفوس و مسکن در سال ۱۳۹۵ جمعیت این روستا ۳۲۰ نفر (۹۶خانوار) بوده‌است.